# 吴平墓群
吴平墓群位于江西省樟树市中洲乡门楼里村吴平故城附近，2013年被列为第七批全国重点文物保护单位。
东汉中平二年(185)，析宜春县置汉平县。三国孙吴改汉平县为吴平县。隋开皇九年(589)，省新渝县入吴平县。开皇十一年，省吴平县入宜春县。吴平建县共406年，县治在今樟树中洲乡西北。吴平故城西面为马子山，南面为九十九阜峰，东北面为宽广的谷地平原，发源于新余之蒙河，自北而东流经城下，汇袁水，注赣江。吴平故城现尚残存有高低不齐的土筑城墙，城址占地面积约八百余亩。城外西南面马子山等丘陵上，还暴露有不少东汉花纹砖，显系一处东汉、三国砖室墓群。清江博物馆（今樟树市博物馆）于1975年8月进行了初步调查。